# MediaHighway
MediaHighway es la plataforma middleware desarrollada por Canal+ (Francia) para todos los servicios interactivos (Guía Electrónica de Programas - EPG, Pay Per View...) accesibles a través del Receptor Decodificador Integrado (IRD). Utilizado por Canal Satélite Digital, Canal+ Numérique, Canal Satellite Numérique (Francia) y Premiere Digital (Alemania), entre otros.
Adquirida a Thomson por NDS, uno de los principales proveedores de soluciones tecnológicas para televisión de pago, en diciembre del 2003, se estima su incorporación en alrededor de 38 millones de Set-Top Boxes (STB) en todo el mundo. MediaHigway cubre así todos los tipos de plataformas de TV digital: cable, satélite, de banda ancha y digital terrestre.

El uso de la plataforma MediaHigway ofrece varias ventajas respecto a sus competidores (como el MHP):
- MediaHigway está integrado ya en cientos de modelos de STB de más de 30 desarrolladores líderes en el mercado.
- Servicios y aplicaciones avanzadas: incluyendo VoIP, internet de banda ancha, etc.
- Simplifica el desarrollo con herramientas estándares de la industria: incluyendo MHP, OCAP, el HTML, y Java. Esto permite un crecimiento de la TV interactiva más rápido.

## Principales servicios interactivos
Estos son algunos de los servicios interactivos ofrecidos por el sistema MediaHighway. Sin embargo, debe quedar claro que las posibilidades de la TV interactiva son muchas y que los servicios ofrecidos dependen de si la tecnología utilizada los puede soportar o no.
- EPG : La Guía de Programas, imprescindible en cualquier plataforma de televisión, sea esta por cable, satélite o terrestre informa al usuario sobre los principales programas que se emiten o emitirán en sus cadenas.

- Interactive Video Browser - IVB: Permite acceder, en formato multipantalla, a la visión de múltiples canales de televisión. Con el control remoto, se puede seleccionar el canal que se quiere y trasladarse directamente a ese canal.

- TeleShopping (telecompra Interactiva): Permite comprar de forma interactiva las 24 horas del día todo tipo de material, desde música a vídeos, pasando por libros.

- Publicidad Interactiva: Nuevas posibilidades publicitarias. Cuando el espectador sigue un anuncio puede acceder a información adicional sobre el producto a la venta. Además, pueden realizarse promociones y concursos y, por supuesto, se puede permitir la compra del producto al momento.

- Información meteorológica bajo demanda: Aplicación que puede ir conjuntamente con un canal convencional de TV como Meteo o suelta. Incluye la posibilidad de escoger una zona de interés y seguir en tiempo real las previsiones meteorológicas.

- Juegos Interactivos: El sistema puede ofrecer una amplia gama de juegos interactivos, seleccionados gracias a un completo menú en pantalla. Los juegos pueden ser fijos a actualizarse cada cierto tiempo.

- PPV-Pago Por Visión: Permite la compra de películas, evenos deportivos u otros contenidos audiovisuales emitidos en el denominado Vídeo Bajo Demanda. Este sistema, aplicado como segunda o tercera ventana de difusión en el caso de las películas, tras el estreno en cine y el paso por DVD, permite a las plataformas obtener elevados beneficios y amortizar al máximo el producto. Prácticamente todas las plataformas ofrecen servicios de PPV.

## Características técnicas – MediaHighwayADVANCED
NDS desarrolla actualmente dos tipos de plataformas MediaHighway: la CORE o básica, y la ADVANCED, siendo esta última la más avanzada e interesante tecnológicamente hablando. Las principales diferencias entre ambas plataformas residen principalmente en los estándares de desarrollo de TV interactiva que son capaces de soportar y en las funciones como PVR (Personal Video Recorder) que incluyen.

### FuncionesPVR
- Grabación retroactiva: función que permite la grabación y reproducción simultánea.
- Grabación remota, grabación automática y múltiple grabación programada.
- Previsualización de contenidos: función similar al IVB, pero representando los contenidos en memoria del PVR.
- Grabación dual: permite ver un programa y grabar otro distinto simultáneamente.